# Alena Amjaljusik
Alena Amjaljusik (in bielorusso Алена Амялюсік?; Babrujsk, 6 febbraio 1989) è una ciclista su strada e pistard bielorussa che corre per l'UAE Team ADQ.
Attiva tra le Elite dal 2012, ha vinto la prova in linea dei Giochi europei 2015 a Baku e due titoli mondiali nella cronometro a squadre.

## Carriera
Cresciuta a Minsk, dopo aver praticato ginnastica artistica si avvicina al ciclismo all'età di dodici anni. Nella categoria juniores su strada ottiene alcuni piazzamenti di rilievo: settima in linea ai campionati del mondo 2006, terza a cronometro e settima in linea ai campionati europei 2007. Da Under-23 è invece settima in linea ai campionati europei 2009, e settima a cronometro e seconda in linea ai campionati europei 2011. Anche su pista, da Under-23, coglie alcuni piazzamenti ai campionati europei: sesta nello scratch nel 2008, ottava nel 2009 e settima nel 2011, nona nella corsa a punti nel 2008, decima nel 2009 e ottava nel 2011. Sempre nel 2011 si aggiudica il titolo nazionale Elite su strada sia a cronometro che in linea.
Debutta da professionista nel 2012 con la formazione italiana BePink diretta da Walter Zini. In primavera, dopo il quinto posto alla Gracia-Orlová (e il titolo di miglior scalatrice), vince la Muri Fermani e si classifica seconda alla Woman's Bike Race; dopo il quarto posto alla Emakumeen Bira, fa quindi suo il titolo nazionale a cronometro. In luglio si classifica dodicesima al Giro d'Italia (e seconda nella Classifica giovani) e seconda, nonché miglior scalatrice, al Tour en Limousin; partecipa inoltre alla prova in linea dei Giochi olimpici di Londra, piazzandosi quindicesima. In agosto vince quindi la cronometro di apertura della Route de France, mentre a settembre, ai campionati del mondo nel Limburgo, conclude sesta nella cronometro a squadre (con la sua BePink) e quattordicesima in linea.
All'inizio del 2013, sempre in maglia BePink, si classifica seconda alla Vuelta a El Salvador, al Gran Premio GSB e al Trofeo Alberto Vannucci. È poi ancora quinta alla Gracia-Orlová, per confermarsi quindi al successo in maggio nella Muri Fermani. Dopo aver vinto, come nel 2011, entrambi i titoli nazionali Elite, in estate conclude il Giro d'Italia al decimo posto e il Grand Prix de Plouay, gara valida per la Coppa del mondo, al quarto posto. Termine l'annata agonistica con il successo nella cronometro del Tour de l'Ardèche.
Apre la stagione 2014, in maglia Astana-BePink, con quattro successi nelle gare invernali in America centrale: vince infatti una tappa alla Vuelta a Costa Rica (chiude terza nella generale, facendo sua anche la classifica della montagna), il Grand Prix El Salvador e due tappe alla Vuelta a El Salvador (in cui conclude seconda in graduatoria). Rientrata in Europa, ottiene il terzo posto nel Trofeo Alfredo Binda-Comune di Cittiglio, valido per la Coppa del mondo. In estate conferma i due titoli nazionali, in linea e a cronometro, e si piazza seconda nella Route de France, mentre in settembre, dopo aver vinto una tappa al Tour de l'Ardèche, contribuisce al terzo posto dell'Astana-BePink nella cronometro a squadre dei Campionati del mondo di Ponferrada.
Per la stagione 2015 si trasferisce tra le file della Velocio-SRAM, la formazione professionistica diretta da Ronny Lauke. Durante l'anno vince la Gracia-Orlová, la Winston-Salem Classic, la prova in linea dei Giochi europei di Baku e, per il terzo anno consecutivo, i due titoli nazionali; a fine stagione, con le compagne di squadra, si aggiudica la cronometro a squadre dei campionati del mondo di Richmond. Nel 2016 viene confermata nella nuova squadra di Lauke, la Canyon-SRAM.

## Palmarès

### Strada
- 2011

Campionati bielorussi, prova a cronometro
Campionati bielorussi, prova in linea
- 2012 (BePink, tre vittorie)

Muri Fermani
Campionati bielorussi, prova a cronometro
1ª tappa Route de France (Saint-Pol-sur-Mer, cronometro)
- 2013 (BePink, quattro vittorie)

Muri Fermani
Campionati bielorussi, prova a cronometro
Campionati bielorussi, prova in linea
2ª tappa Tour de l'Ardèche (Vals-les-Bains, cronometro)
- 2014 (Astana-BePink Womens Team, sette vittorie)

4ª tappa Vuelta a Costa Rica (Heredia > Grecia)
Grand Prix El Salvador
1ª tappa Vuelta a El Salvador (La Libertad > Nahuizalco)
1ª tappa Vuelta a El Salvador (Olocuilta > Olocuilta)
Campionati bielorussi, prova a cronometro
Campionati bielorussi, prova in linea
5ª tappa Tour de l'Ardèche (Saint-Sauveur-de-Montagut > Villeneuve-de-Berg)
- 2015 (Velocio-SRAM, sei vittorie)

1ª tappa Gracia-Orlová (Orlová > Štramberk)
Classifica generale Gracia-Orlová
Winston-Salem Classic
Giochi europei, prova in linea
Campionati bielorussi, prova a cronometro
Campionati bielorussi, prova in linea
- 2016 (Canyon-SRAM Racing, una vittoria)

1ª tappa Gracia-Orlová (Orlová > Štramberk)
- 2018 (Canyon-SRAM Racing, due vittorie)

Campionati bielorussi, prova a cronometro
Campionati bielorussi, prova in linea
- 2021 (Canyon-SRAM Racing, una vittoria)

2ª tappa Lotto Belgium Tour (Galmaarden > Galmaarden)

#### Altri successi
- 2012 (BePink)

Classifica scalatrici Gracia-Orlová
Classifica scalatrici Tour en Limousin
- 2013 (BePink)

2ª tappa Vuelta a El Salvador (Santa Tecla, cronosquadre)
Grand Prix Oberbaselbiet
Classifica scalatrici Gracia-Orlová
Classifica scalatrici Tour Languedoc Roussillon
- 2014 (Astana-BePink Womens Team)

Classifica scalatrici Vuelta a Costa Rica
Classifica scalatrici Vuelta a El Salvador
- 2015 (Velocio-SRAM)

2ª tappa, 1ª semitappa Energiewacht Tour (Peize, cronosquadre)
Classifica scalatrici Gracia-Orlová
Classifica a punti TourGracia-Orlová
Campionati del mondo, Cronometro a squadre
Classifica scalatrici Holland Tour
- 2016 (Canyon-SRAM Racing)

Classifica a punti Gracia-Orlová
- 2018 (Canyon-SRAM Racing)

Campionati del mondo, Cronometro a squadre
- 2019 (Canyon-SRAM Racing)

1ª tappa Giro d'Italia (Cassano Spinola > Castellania, cronosquadre)

## Piazzamenti

### Grandi Giri
- Giro d'Italia

2012: 12ª
2013: 10ª
2014: 14ª
2015: 18ª
2016: 9ª
2018: non partita (5ª tappa)
2019: 24ª
2020: 36ª
2021: 15ª
2022: 21ª
- Tour de France

2022: 19ª
2023: 43ª
- Vuelta a España

2024:  ritirata (8ª tappa)

### Competizioni mondiali
- Campionati del mondo su strada

Spa 2006 - In linea Juniores: 7ª
Copenaghen 2011 - Cronometro Elite: 36ª
Copenaghen 2011 - In linea Elite: 27ª
Limburgo 2012 - Cronosquadre: 6ª
Limburgo 2012 - In linea Elite: 14ª
Ponferrada 2014 - Cronosquadre: 3ª
Ponferrada 2014 - In linea Elite: ritirata
Richmond 2015 - Cronosquadre: vincitrice
Richmond 2015 - Cronometro Elite: 8ª
Richmond 2015 - In linea Elite: 8ª
Doha 2016 - Cronosquadre: 2ª
Doha 2016 - Cronometro Elite: 10ª
Doha 2016 - In linea Elite: 34ª
Innsbruck 2018 - Cronosquadre: vincitrice
Innsbruck 2018 - Cronometro Elite: 20ª
Yorkshire 2019 - Cronometro Elite: 9ª
Yorkshire 2019 - In linea Elite: 18ª
Imola 2020 - Cronometro Elite: 16ª
Imola 2020 - In linea Elite: non partita
Fiandre 2021 - Cronometro Elite: 10ª
Fiandre 2021 - In linea Elite: 12ª
- Giochi olimpici

Londra 2012 - In linea: 15ª
Rio de Janeiro 2016 - In linea: 13ª
Rio de Janeiro 2016 - Cronometro: 11ª
Tokyo 2020 - In linea: 17ª
Tokyo 2020 - Cronometro: 16ª

### Competizioni europee
- Campionati europei

Sofia 2007 - Cronometro Juniores: 3ª
Sofia 2007 - In linea Juniores: 9ª
Verbania 2008 - Cronometro Under-23: 24ª
Verbania 2008 - In linea Under-23: 19ª
Hooglede-Gits 2009 - Cronometro Under-23: 19ª
Hooglede-Gits 2009 - In linea Under-23: 7ª
Ankara 2010 - Cronometro Under-23: 16ª
Offida 2011 - Cronometro Under-23: 7ª
Offida 2011 - In linea Under-23: 2ª
Plumelec 2016 - Cronometro Elite: 4ª
Plumelec 2016 - In linea Elite: 4ª
Plouay 2020 - Cronometro Elite: 8ª
Plouay 2020 - In linea Elite: ritirata
Trento 2021 - Cronometro Elite: 12ª
Trento 2021 - In linea Elite: 8ª
- Giochi europei

Baku 2015 - In linea: vincitrice
Baku 2015 - Cronometro: 8ª
Minsk 2019 - In linea: 15ª
Minsk 2019 - Cronometro: 5ª